# Діаграма голосних
Діаграма голосних — таблиця схематичного упорядкування голосних звуків.

## Короткі відомості
Залежно від мови діаграма голосних може набувати форми трикутника або чотирикутника. Сама таблиця є уявним зображенням ротової порожнини.
Вертикальна вісь діаграми визначає піднесення — висоту підняття спинки язика та ступінь відкривання рота під час вимови голосних. Голосні високого піднесення розташовуються у верхній частині, а голосні низького піднесення — в нижній.
Горизонтальна вісь показує ряд — місце напруження та підняття частини язика. Голосні переднього ряду розташовуються зліва, а голосні заднього ряду — справа.
Системи голосних різних мов світу, як правило, представляються діаграмою голосних. Для більшості мов використовується трикутна діаграма, а для решти, що становить 10% — чотирикутна.